# Al-Abbasijja
Al-Abbasijja (arab. ‏العبْاسِيّة‎) – nieistniejąca już arabska wieś, która była położona w Dystrykcie Jafy w Mandacie Palestyny. Wieś została wyludniona i zniszczona podczas wojny domowej w Mandacie Palestyny, po ataku Irgunu w dniu 4 maja 1948 roku.

## Położenie
Al-Abbasijja leżała na wschodnim krańcu nadmorskiej równiny Szaron. Według danych z 1945 do wsi należały ziemie o powierzchni 2054 ha. We wsi mieszkało wówczas 5800 osób, w tym 150 Żydów.
| Własność gruntów | Powierzchnia gruntów [ha] |
| ---------------- | ------------------------- |
| Arabowie         | 1749,9                    |
| Żydzi            | 113,5                     |
| publiczne        | 190,6                     |
| Razem            | 2054                      |

| Rodzaj użytkowanych gruntów | Arabowie [ha] | Żydzi [ha] |
| --------------------------- | ------------- | ---------- |
| uprawy nawadniane           | 101,9         | 0          |
| uprawy zbóż                 | 1355          | 91,5       |
| uprawy cytrusów             | 387,9         | 22         |
| uprawy oliwek               | 45            | 0          |
| nieużytki                   | 85,6          | 0          |
| zabudowane                  | 10,1          | 0          |

## Historia

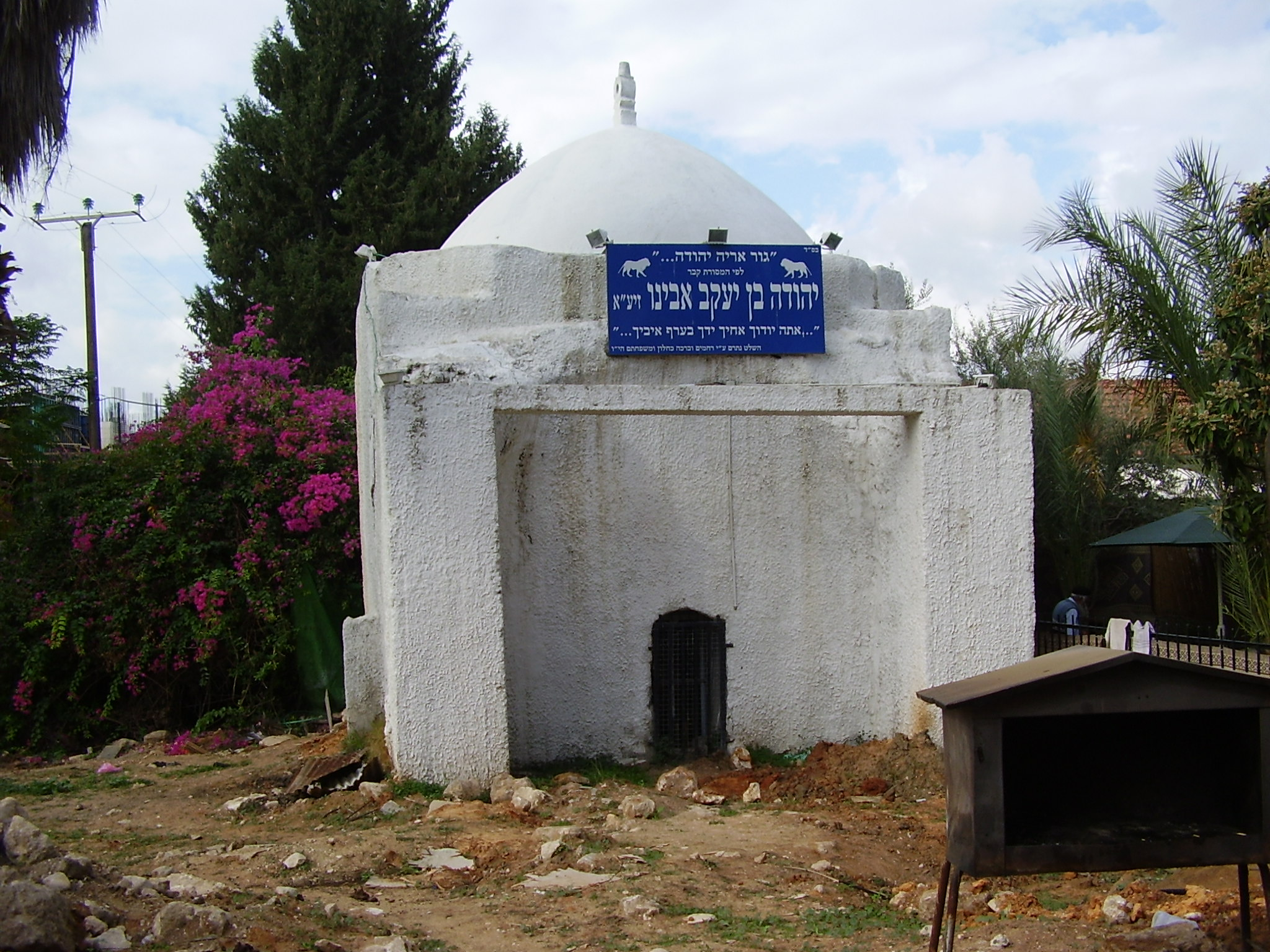
Grobowiec Judy

Pierwotnie w tej okolicy istniało biblijne miasto Jehud, które przyznano izraelskiemu pokoleniu Dana. Później, w okresie panowania rzymskiego było nazywane Iudaea. Prawdopodobnie uległa zniszczeniu podczas wojny żydowsko-rzymskiej (66-73).
Pierwsze zapiski historyczne o wiosce Al-Abbasijja pochodzą z 1596 roku, i znajdują się w osmańskich rejestrach podatkowych. W owym czasie wieś nazywała się Al-Jahudijja, czym nawiązywała do biblijnego miasta Jehud. Była to duża wieś, licząca 126 muzułmańskich gospodarstw domowych. Mieszkańcy utrzymywali się z upraw pszenicy, jęczmienia, drzew owocowych, sezamu, pszczół oraz hodowli kóz. W 1863 roku wieś odwiedził francuski podróżnik i badacz Victor Guérin, który napisał, że liczyła wówczas ponad 1000 mieszkańców. Domy były wykonane z suszonej cegły i kryte liśćmi palmy. Blisko noria znajdował się stary sarkofag. Brytyjskie stowarzyszenie Palestine Exploration Fund w 1882 roku opisało Al-Jahudijję jako „dużą glinianą wieś, posiadającą staw i otoczoną palmami”.
W wyniku I wojny światowej w 1918 roku Al-Jahudijja wraz z całą Palestyną przeszła pod panowanie Brytyjczyków, którzy utworzyli Mandat Palestyny. Podczas zamieszek w Jafie w 1921 roku, mieszkańcy Al-Jahudijji wzięli udział w ataku na kolonię żydowską Petach Tikwa. W 1932 roku zmieniono nazwę wioski na współczesną Al-Abbasijja, na cześć szejka Al-Abbasa. We wsi znajdowały się dwa meczety, w tym stary meczet z wysoką na 21 metrów wieżą minaretu.  W 1941 roku utworzono szkołę podstawową dla chłopców, do której w 1945 roku uczęszczało 293 uczniów. W 1943 roku otworzono szkołę dla dziewcząt, do której chodziło 101 uczennic.
Decyzją rezolucji Zgromadzenia Ogólnego ONZ nr 181 z 29 listopada 1947 roku, wieś Al-Abbasijja miała znajdować się w państwie arabskim w Palestynie. Arabowie jednak nie zaakceptowali rezolucji, i dzień później doprowadzili do wybuchu wojny domowej w Mandacie Palestyny. W dniu 30 listopada 1947 roku mieszkańcy Al-Abbasijji zaatakowali żydowski autobus przejeżdżający w pobliżu wioski, zabijając 7 pasażerów. Na początku grudnia 1947 roku w okolicy Al-Abbasijji zaczął działać duży oddział Armii Świętej Wojny pod dowództwem Abd al-Kadira al-Husajniego. Ich celem było atakowanie i paraliżowanie żydowskich linii komunikacyjnych. W ramach działań odwetowych, żydowski oddział Irgunu wkroczył 13 grudnia do Al-Abbasijji, zabijając 9 Arabów i ciężko raniąc kolejnych 7 osób. Na początku kwietnia 1948 roku arabski przywódca Hasan Salama nakazał wszystkim żydowskim mieszkańcom opuszczenie Al-Abbasijji. W sprawozdaniu z 30 kwietnia informował, że zadanie to zostało wykonane. W następnych tygodniach wieś znalazła się na linii frontu. W dniu 4 maja 1948 roku oddział Irgunu zajął po krótkiej walce wieś. Dwa dni później odparł atak żołnierzy Legionu Arabskiego. Przez kolejnych pięć tygodni zrujnowana wieś znajdowała się w rękach Irgunu. Podczas I wojny izraelsko-arabskiej, w dniu 11 czerwca 1948 roku wieś zdobył Legion Arabski (miało to miejsce na kilka godzin przed wejściem w życie pierwszego rozejmu. Podczas operacji „Danny” w dniu 10 lipca 1948 roku izraelskie siły odbiły zniszczoną wieś. Trzy dni później wyburzono pozostałe domy.

## Miejsce obecnie
Na miejscu Al-Abbasijja powstała miejscowość Jehud-Monosson, a na jej gruntach miejscowość Sawjon i moszaw Magszimim. Palestyński historyk Walid Chalidi, tak opisał pozostałości wioski Al-Abbasijja: „Stoją główny meczet i sanktuarium An-Nabi Huda. Meczet jest opuszczony i zaczyna pękać w kilku miejscach; sanktuarium jest z kamienia i zwieńczone kopułą. Zachowała się także pewna liczba domów; są one zajęte przez żydowskich mieszkańców Jehud lub wykorzystywane do innych celów.”.